# 27.º distrito congresional de Florida
El 27.º distrito congresional es un distrito congresional que elige a un Representante para la Cámara de Representantes de los Estados Unidos por el estado de Florida.  
Actualmente el distrito está representado por la republicana María Elvira Salazar. El distrito fue creado a partir del censo de los Estados Unidos de 2010 y empezó a funcionar en el 113.º Congreso.

## Geografía
El 27.º distrito congresional se encuentra ubicado en las coordenadas 25°51′38″N 80°17′38″O / 25.860556, -80.293889. El distrito abarca el condado de Monroe y partes del condado de Miami-Dade. 